# Günther Lehmann
Günther Lehmann (* 30. April 1941) ist ein deutscher Unternehmer.

## Leben
Günther Lehmann ist Mitglied der Familie Lehmann, welche sich 1933 durch Gerhard Lehmann an der 1896 gegründeten Pfannkuch Gruppe (hauptsächlich: Pfannkuch-Supermärkte) beteiligte und 50 % der Firmenanteile erwarb.
Im Jahr 1973 beteiligte sich Günther Lehmann, der mittlerweile alleiniger Gesellschafter von Pfannkuch war, an der 1973 gegründeten Drogerie dm, da dem Gründer, Götz Werner, Kapital fehlte. Im Gegenzug erhielt er 50 % der Anteile am Unternehmen, welches damals zwei Filialen hatte. In den darauffolgenden Jahren wuchs das Unternehmen um weitere Filialen. Heute ist dm eine der größten Drogeriemarktketten der Welt. Lehmann selbst war jedoch nie operativ an dm beteiligt.
Im Jahr 2016 überschrieb Lehmann seinem damals 14-jährigen Sohn Kevin David Lehmann seine Anteile am Drogeriekonzern, mit mittlerweile mehr als 56.000 Beschäftigten und über 3.300 Filialen. Ein Treuhänder sorgte für die Vermögensverwaltung. Sein inzwischen volljähriger Sohn gilt damit (Stand: 10. April 2021) als jüngster Milliardär der Welt.

## Familienvermögen
Nach Schätzungen von Forbes aus dem Jahr 2020 beträgt das Familienvermögen 3,2 Milliarden US-Dollar.